# Francis Bernard (entomologiste)
Pour les articles homonymes, voir Francis Bernard et Bernard.
Francis Bernard, né le 30 avril 1908 à Mathieu (Calvados) et mort le 16 juin 1990 à Nice (Alpes-Maritimes), est un entomologiste myrmécologue et océanographe français.

## Biographie
Après des études à partir de 1928 à l'École normale supérieure, Francis Bernard obtient en 1932 l'agrégation de sciences naturelles, à laquelle il est classé premier. Il devient alors de 1933 à 1934 assistant de botanique de Louis Blaringhem, puis en 1939 assistant de biologie animale. Cette même année, il est affecté à ce titre à l'Institut océanographique de Paris, où il demeure jusqu'en 1939. S'étant intéressé à la structure des yeux des insectes, il soutient sa thèse de doctorat sur le sujet à la Sorbonne en 1937,.
Francis Bernard est nommé maître de conférences à l'université de Lyon en 1939, puis professeur  de zoologie à l'université d'Alger en 1941. Il conserve ce poste jusqu'à sa retraite en 1966.
Durant la Seconde Guerre mondiale, Francis Bernard est lieutenant de DCA en Lorraine de 1939 à 1940. Il est ensuite capitaine à Alger de 1943 à 1945,.
Francis Bernard a partagé sa carrière scientifique entre l'étude des hyménoptères (et en particulier les fourmis) et l'océanographie, avec de nombreuses études sur le plancton. Durant la période de l'entre-deux-guerres il n'y a en France que cinq océanographes biologistes, dont lui-même, avec Louis Fage, Maurice Fontaine, Louis Joubin et Georges Tregouboff.
En 1955, il participe au voyage scientifique de la Calypso en mer Méditerranée orientale, dans le cadre de ses recherches sur le plancton, et plonge avec le bathyscaphe au-dessous de 2000 m de profondeur.

## Publications

### Articles
- 1935 : Hyménoptères prédateurs des environs de Fréjus (Var). Ann. Soc. ent. Fr., 104 : 31-72[3].
- 1936 : Essai sur les Insectes terricoles du Haut massif de Néouvielle (Pyrénées centrales). Miscellanea Entom., 37 : 1-7[3].
- 1936 : Recherches quantitatives sur le plancton méditerranéen. Bull. Inst. Ocean. Monaco, (701). Avec Louis Fage[3].
- 1937 : Recherche sur la morphologenèse des yeux composés d'Arthropodes. Thèse de doctorat, Paris. Bull. Biol. France-Belgique, suppl. XXIII : 1-162[1],[3].
- 1939 : Recherches sur les Coccolithophorides. I. Principales espèces du plancton a Monaco. Bulletin de l'Institut océanographique, Monaco, 767, 1-19[3].
- 1939 : Étude sur les Variations de Fertilité des Eaux Méditerranéennes. Climat et Nanoplancton à Monaco en 1937–38. ICES Journal of Marine Science, Vol. 14 (2), août 1939 : 228–241[5],[6].
- 1939 : Coccolithophorides nouveaux ou peu connus observés à Monaco en 1938. Archives de zoologie expérimentale et générale, Monaco, 81(1) : 39-44[7]
- 1945 : Répartition des fourmis en Afrique du Nord. Bulletin de la Société d'Histoire Naturelle de l'Afrique du Nord, 35: 117–124[3].
- 1945 : Notes sur l'écologie des fourmis en forêt de Mamora (Maroc). Bulletin de la Société d'Histoire Naturelle de l'Afrique du Nord, 35: 125–140.
- 1947 : Rôle des flagellés dans la transparence marine en Algérie. Bull. Soc. Hist. Nat. Afr. Nord t. 38 :74–79[8].
- 1948 : Recherches préliminaires sur la fertilité marine au large d'Alger, Jour. Cons. Intern. Explor. Mer, Vol. XV, No. 3 : 260–267. (lire en ligne)[8]
- 1948 : Les insectes sociaux du Fezzân. Comportement et biogéographie. In Mission scientifique du Fezzân (1944-1945). 5, Zoologie: 87–200.
- 1950 : Étude des sédiments marins au large d'Alger. I Teneur en azote et carbone organique. Avec J. Lecal, avec l'aide technique de R. Codinat[3]
- 1950 : Notes biologiques sur les cinq fourmis les plus nuisibles dans la région méditerranéenne. Revue de Pathologie Végétale et d'Entomologie Agricole de France, 29: 26–42[3].
- 1950 : Notes sur les fourmis de France. II. Peuplement des montagnes méridionales. Annales de la Société Entomologique de France, 115: 1–36.
- 1950 : Contribution a l'étude de l'Air. Hyménoptères Formicidae. Mémoires de l'Institut Français d'Afrique Noire, 10: 284–294.
- 1951 : Super-famille des Serphoidea Kieffer (= Proctotrypoidea Ashmead). Pages 959-975 in Grasse, P.-P. Traite de Zoologie. Anatomie, systematique, biologie. Tome X. Insectes supérieurs et hémiptéroïdes (premier fascicule). Masson et Cie, Paris. 975 pp.
- 1953 : La réserve naturelle intégrale du Mt Nimba. XI. Hyménoptères Formicidae. Mémoires de l'Institut Français d'Afrique Noire 19: 165–270.
- 1953 : Mission scientifique au Tassili des Ajjer (1949). 1. Recherches zoologiques et médicales. Les fourmis du Tassili des Ajjer (Sahara central). Institut de Recherches Sahariennes de l'Université d'Alger : 121–250[3].
- 1954 : Une fourmi nouvelle : Cataglyphis halophila nichant au milieu du Chott Djerid. Bulletin de la Société des Sciences Naturelles de Tunisie, 6: 47–56.
- 1955 : Densité du plancton vu au large de Toulon depuis le bathyscaphe FNRS III[3].
- 1955 : Fourmis moissonneuses nouvelles ou peu connues des montagnes d'Algérie et révision des Messor du groupe Structor (Latr.). Bulletin de la Société d'Histoire Naturelle de l'Afrique du Nord, 45: 345–365.
- 1955 : Morphologie et comportement des fourmis lestobiotiques du genre Epixenus Emery. Insectes Sociaux, 2: 273–283.
- 1956 : Eaux atlantiques et méditerranéennes au large de l'Algérie: II. Courants et nannoplancton de 1951 à 1953. Masson[3].
- 1956 : Révision des Leptothorax (Hyménoptéres Formicidae) d'Europe occidentale, basée sur la biométrie et les génitales mâles. Bulletin de la Société Zoologique de France, 81: 151–165.
- 1956 : Remarques sur le peuplement des Baléares en fourmis. Bulletin de la Société d'Histoire Naturelle de l'Afrique du Nord, 47: 254–266.
- 1956 : Révision des fourmis paléarctiques du genre Cardiocondyla Emery. Bulletin de la Société d'Histoire Naturelle de l'Afrique du Nord, 47: 299–306.
- 1957 : Notes sur quelques Leptothorax d'Europe centrale, avec description de L. carinthiacus n. sp. (Hym. Formicidae). Bulletin de la Société Entomologique de France, 62: 46–53.
- 1957 : Xenometra Emery, genre de fourmis parasite nouveau pour l'Ancien Monde (Hym. Formicidae). Bulletin de la Société Entomologique de France, 62: 100–103.
- 1959 : Les fourmis des îles Pelagie. Comparaison avec d'autres faunes insulaires. Rivista di Biologia Coloniale, 16: 67–79.
- 1959 : Les fourmis de l'île de Port-Cros. Contribution à l'écologie des anciennes forêts méditerranéennes. Vie et Milieu, 9: 340–360.
- 1960 : Données sur les quantités moyennes de flagellés en sept régions de la Méditerranée, comparées avec l'Atlantique tropical et l'océan Indien. Congrès Monaco, 123-128[9].
- 1960 : Fourmis récoltées en Corse par J. Bonfils (1957). Compte Rendu Sommaire des Séances de la Société de Biogéographie, 36: 108–114.
- 1961 : Le peuplement des îles méditerranéennes et le problème de l’insularité : Fourmis de Majorque, de Corse et de sept petites îles du sud méditerranéen. Colloques du C.N.R.S., XCIV : 139-157[3].
- 1961 : Biotopes habituels des fourmis sahariennes de plaine, d'après l'abondance de leurs nids en 60 stations très diverses.Bulletin de la Société d'Histoire Naturelle de l'Afrique du Nord, 52: 21–41.
- 1963 : Capture au Hoggar de trois Acantholepis nouveaux pour ce massif, avec observations sur leurs modes de vie [Hym. Formicidae]. Bulletin de la Société Entomologique de France, 67: 161–164.
- 1965 : Fourmis récoltées par J. Mateu dans l'Ennedi. Bulletin de l'Institut Français d'Afrique Noire, (A)27: 307–311.
- 1967 : Faune de l'Europe et du bassin Méditerranéen 3. Les fourmis (Hymenoptera Formicidae) d'Europe occidentale et septentrionale (1968). Paris. 411 pp.
- 1971 : Les Fourmis de l'Ile de Djerba.Bulletin de la Société d'Histoire Naturelle de l'Afrique du Nord, 62: 3–15.
- 1971 : Comportement de la fourmi : Messor Barbara (L.) Pour la récolte des graines de Trifolium Stellatum L..Bulletin de la Société d'Histoire Naturelle de l'Afrique du Nord, 62: 15–21.
- 1972 : Premiers résultats de dénombrement de la Faune par carrés en Afrique du Nord, 63: 3–15.
- 1975 : Les fourmis des rues de Kenitra (Maroc) (Hym.). Bulletin de la Société Entomologique de France, 79: 178–183.
- 1977 : Écologie des fourmis du Parc national de Port Cros. Bulletin du Muséum national d'histoire naturelle, Ser. 3. Écologie générale[3].
- 1977 : Trois fourmis nouvelles du Sahara [Hym. Formicidae]. Bulletin de la Société Entomologique de France, 82: 29–32.
- 1978 : Contribution à la connaissance du Tapinoma smirothi Krausse, fourmi la plus nuisible aux cultures du Maghreb. Bulletin de la Société d'Histoire Naturelle de l'Afrique du Nord, 67(3/4): 87–101.
- 1978 : Prépondérance de la massue antennaire chez les cinq fourmis dominantes de la France méditerranéenne (Hym.). Bulletin de la Société Entomologique de France, 83: 122–125.
- 1978 : Révision des Diplorhoptrum de France, fourmis plus différenciées par l'écologie que par leurs formes. [Hym. Formicidae]. Annales de la Société Entomologique de France (n.s.), '13: 543–577.
- 1978 : Orthocrema esterelana, espèce nouvelle commune dans l'Estérel [Hym. Formicidae]. Bulletin de la Société Entomologique de France, 83: 43–46.
- 1980 : Messor carthaginensis n. sp., de Tunis, et révision des Messor du groupe barbara [Hym. Formicidae]. Bulletin de la Société Entomologique de France, 84: 265–269.
- 1981 : Variabilité des proportions biométriques chez les Plagiolepis, avec description de Pl. hoggarensis n. sp. [Hym. Formicidae]. Bulletin de la Société Entomologique de France, 86: 169–172.
- 1982 : Les fourmis des Palmeraies : nombres, agilité, rôle pratique, 69: 95–105.
- 1983 : Les fourmis et leur milieu en France méditerranéenne. Encyclopédie Entomologique, 45. Paris. 149 pp.
- 1985 : Recherches sur l'évolution des fourmis moissonneuses (Hym. Formicidae). Actes des Colloques Insectes Sociaux, 2: 45–55.

### Ouvrages
- Lucien Berland et Francis Bernard, Hyménoptères vespiformes : Cleptidae, Crysidae, Trigonalidae, t. III, Paris, P. Lechevalier, 1938, VII-147 p. (BNF 31799992).
- Francis Bernard, Les Fourmis (Hymenoptera Formicidae) d'Europe occidentale et septentrionale, Paris, Masson et Cie, coll. « Faune de l'Europe et du Bassin méditerranéen », 1968, II-416 p. (BNF 32919878, lire en ligne).
- Francis Bernard, Les Fourmis et leur milieu en France méditerranéenne, Paris, Lechevalier, coll. « Encyclopédie entomologique », 1983, 149 p. (ISBN 2-225-80101-0, BNF 34752194).

## Sociétés savantes
Francis Bernard était membre des sociétés savantes suivantes (date d'admission) :
- Union entomologique (1936)
- Société entomologique de France (1940)
- Société linnéenne de Lyon (1941)
- Société d'histoire naturelle d'Afrique du Nord (1945)

## Distinctions
- 1937 : Prix Gadeau-de-Kerville de la Société entomologique de France pour sa thèse de doctorat[1].
- 1940 : Prix Kohn, pour ses travaux sur les variations de température et de salinité dans les profondeurs de la mer[1].